# 傅毅
傅 毅（ふ き、生年不詳 - 90年）は、後漢の官僚・文人。字は武仲。本貫は扶風茂陵県。

## 経歴
若くして学問し、永平年間に平陵で章句を習った。そこで「迪志詩」を作った。傅毅は明帝が賢者を登用することに熱心でなく、士が多く隠れていることから、「七激」を作って風刺した。
建初年間、章帝が文学の士を広く召し出すと、傅毅は蘭台令史とされ、郎中に任じられ、班固や賈逵とともに典校書をつとめた。傅毅は明帝の廟頌が立てられていなかったことから、周の「清廟」にならって「顕宗頌」10篇を作って奏上した。これを文雅として朝廷で顕彰された。
車騎将軍の馬防に請われて召し出され、その下で軍司馬となり、師友の礼で待遇された。馬氏が失脚すると、傅毅は免官されて帰郷した。
89年（永元元年）、車騎将軍の竇憲に召し出されて主記室をつとめた。竇憲が大将軍に転じると、傅毅はその下で司馬となった。竇憲の府には、属官として崔駰や班固らがおり、文章の盛んなことでは当時に抜きんでていた。
傅毅は早逝した。著作に詩・賦・誄・頌・祝文・「七激」・連珠あわせて28篇があった。

## 仏教渡来伝説
後漢の明帝が金人を夢に見て、群臣を召集して夢の内容について諮問したところ、傅毅が「それは西域の神で、仏というものでありましょう」と答えた。明帝は郎中の蔡愔や博士弟子の秦景らを天竺に派遣して仏法をもとめさせたという感夢求法伝説が知られる。鎌田茂雄は傅毅が章帝のときに初めて仕官した人であることから、明帝が傅毅の言によって使者を送ったというのには、年代的に無理があると指摘している。

## 伝記資料
- 『後漢書』巻80上 列伝第70上